# Pigalle

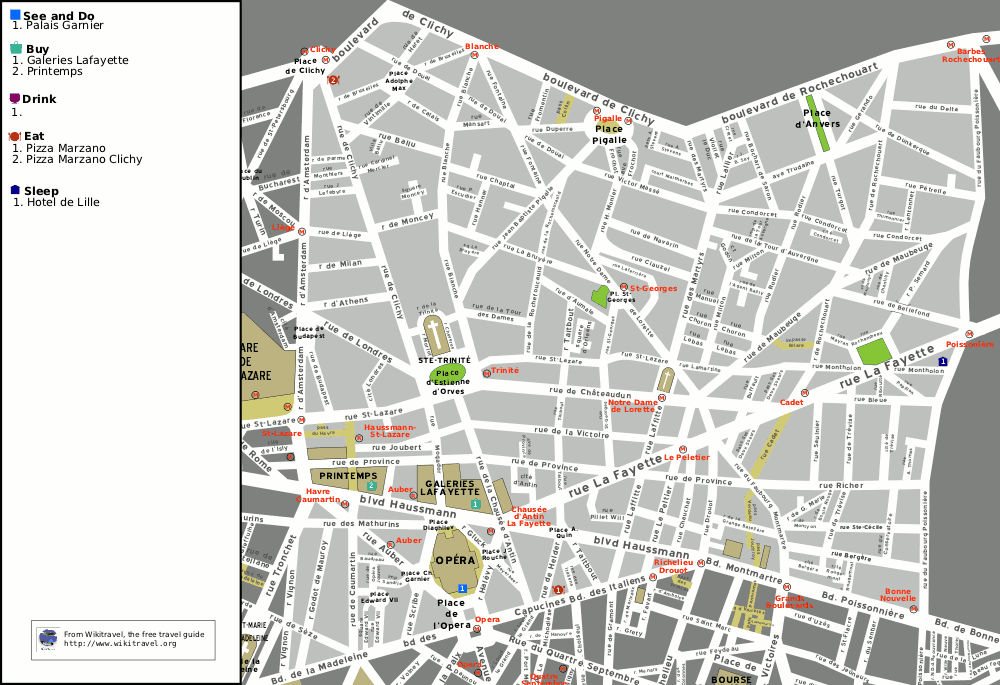
Mapa IX dzielnicy: plac Pigalle przy górnym skraju pośrodku

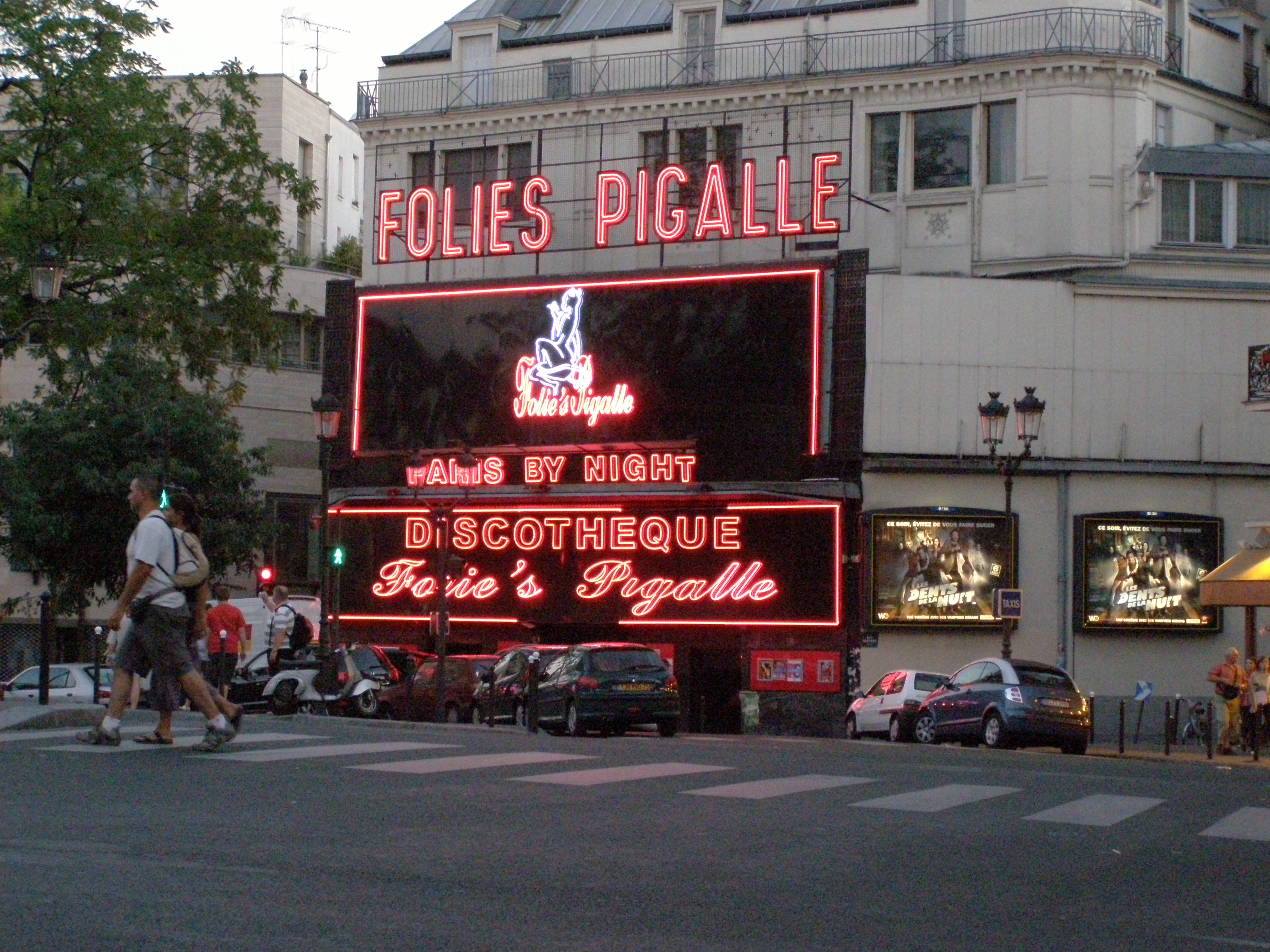
Plac Pigalle

Pigalle – zwyczajowa nazwa dzielnicy w Paryżu wokół placu Pigalle, na granicy pomiędzy administracyjną dzielnicą (arrondissement) IX i XVIII. Patronem placu jest osiemnastowieczny rzeźbiarz francuski, Jean-Baptiste Pigalle (1714–1785).
W XIX i I połowie XX w. Pigalle był miejscem spotkań artystów i bohemy paryskiej. Do końca lat czterdziestych istniały tam liczne domy publiczne, hotele na godziny. Aktualnie znaleźć tam można lokale peep-show, sex-shopy i tym podobne przybytki. Jest jedną z najsłynniejszych w świecie „dzielnic czerwonych latarni”, obok amsterdamskiej i hamburskiej. W dzielnicy Pigalle znajduje się także teatr Moulin Rouge („Czerwony Młyn”), od ponad stu lat ekscytujący publiczność występami o zabarwieniu erotycznym.
W dzielnicy znajdują się liczne sklepy sprzedające instrumenty muzyczne.
Od nazwy tego placu i dzielnicy ukształtowało się w Polsce określenie pigalak, oznaczające dzielnicę o podobnym co Pigalle charakterze.